# Gunnar Scheutz
Lars Gunnar Scheutz, född 31 mars 1912 i Kalmar, död 31 oktober 2007 i Falkenberg, var en svensk teckningslärare, målare och tecknare.
Han var son till civilingenjören Ernst Thor Scheutz och Ebba Knut-Ekwall och gift första gången 1941 med Ann-Margret Wiberg och från 1958 med Ingrid Björkman. Scheutz studerade vid teckningslärarinstitutet vid Konstfackskolan i Stockholm 1949–1952 samt under studieresor till Tyskland, England och Frankrike. Han tilldelades ett stipendium ur H. Ax:son Johnsons fond 1955. Vid sidan av sitt arbete som lärare var han verksam med fri konstnärlig verksamhet och medverkade med temperamålningar vid utställningar i Falkenberg. Scheutz är begravd på Skogskyrkogården i Falkenberg.